# James Douglas-Hamilton, 5:e hertig av Hamilton
James Douglas-Hamilton, 5:e hertig av Hamilton, 2:e hertig av Brandon, född den 5 januari 1703, död den 2 mars 1743 i Bath, var en skotsk adelsman, son till James Douglas-Hamilton, 4:e hertig av Hamilton.
Han utbildade sig vid Winchester College och senare vid Christ Church College i Oxford. 
År 1723 gifte han sig första gången med lady Anne Cochrane, som dog i barnsäng ett år senare. Han gifte om sig 1727 med Elizabeth Strangways, som dog 1729. År 1737 gifte han sig för tredje gången, nu med Anne Spencer (död 1771). Hertigen dog  av gulsot med svåra komplikationer.
Barn:
- James Hamilton, 6:e hertig av Hamilton (1724–1758)
- Lady Anne Hamilton (1738–1780)
- Archibald Hamilton, 9:e hertig av Hamilton (1740–1819)
- Lord Spencer Hamilton (1742–1791)